# Fung (apellido)

El apellido chino Feng/Fung (en chino tradicional: 馮, en chino simplificado: 冯; en pinyin Féng) desciende del Emperador Wen de la dinastía Zhou (周文王) reconocido por sus grandes aportes al I Ching/Yi Jing (en chino 易經 - El Libro de los cambios). El rey Wen vivió entre 1099–1050 antes de Cristo y su apellido era Ji (姬). A su décimo quinto hijo Bi Gong Gao se le conoció como Feng (馮/冯) y los descendientes de éste usaron Feng como el apellido de la familia. La  Zhou fue la dinastía más larga de toda la historia china (1122 a. C. - 256 a. C.) y gobernó China antes del período de los Estados Guerreros.
El apellido se originó en la provincia Shanxi (en chino: 山西).

## Raíces históricas
El apellido desciende del decimoquinto hijo del rey Wen de Zhou, Gao, duque de Bi (畢公高), cuyo apellido era Ji. Durante el período de primavera y otoño, un funcionario del reino de Zheng, Feng Jian Zi, recibió la tierra de Feng (provincia de Henan). El reino de Jin asedió a Feng y se lo dio a Wei Zhang Qing. Así, los descendientes de Wei Zhang Qing también tienen el apellido Feng.
El apellido se origina en el sureste de Chang'an en la provincia de Shaanxi.